# T-1000
T-1000は、映画『ターミネーター2』、『ターミネーター:新起動/ジェニシス』に登場する架空のアンドロイド。それぞれ、前者はロバート・パトリックが、後者はイ・ビョンホンが演じた。
また、ドラマ『ターミネーター:サラ・コナー クロニクルズ』ではT-1001という後継機種（後述）が登場する。

## 設定

### 特徴
2029年にスカイネットによって開発されたターミネーター。従来型とは異なる流体多結晶合金（液体金属）製のボディを持つ。その硬度は基本となる人型を構成する状態や粘性の調整も可能とする完全な液状から、ナイフや剣のような高い硬度を持つ固形まで自由自在に変化することができる。その特性から外部からの衝撃によりダメージを受けてもすぐに再生が可能であり、従来のターミネーターからは考えられないほどの優れた耐久力を持ち、単純な物理耐久性ではターミネーターシリーズの中で最も優れている。また液体金属の変形を利用した変装機能により多種多様な人物に成りすまして人間社会に潜入することが可能となった他、戦闘などで人間への擬態機能が損なわれることを基本的に克服している。
このため通常の力学的かつ機械的攻撃により破壊するのはほぼ不可能であり、『T2』での格闘戦では強力な打撃を得意とするT-800を苦戦させた。破壊するには後述のように変形機構に異常が生じている間に修復不能なダメージを与えたり、高熱や化学変化でT-1000のボディそのものを完全に分解・溶解するしかない。

### 機能、及び動力源
最大の特徴は液体金属の特性を活かした擬態能力であり、自身と同じサイズ（同じ身長で体型も似ている）の人間ならどんな人物にも姿を変える事が出来る。直接触れることが出来るものであればどのような姿にでも擬態が可能。特定の人物をコピーした場合コピー対象を必ず抹殺するため、その人物と完全に入れ替わる極めて高い隠密性を持つが、その人物が持つ情報や性格まではコピーできないため決して完璧ではない。この擬態能力による変身は視覚的には完璧であるが、従来型のターミネーターと同じく犬には見破られる。攻撃を行うときは指先を鋭利な錐に変形させて突き刺したり、腕を剣のような白兵戦用の武器を形成して行い、これらの変形から伸長させての攻撃速度は弾丸のそれに匹敵するため回避することはまず不可能である。他には両腕を鉤爪に変形させて標的の乗る車両に突き立てて追撃したりこの鉤爪を振り回しての攻撃も行う。全身を平面化して床などに同化することもでき、触れた物体の色彩、模様、質感などをほぼ完全に再現できる。しかし銃器や自動車などの様な複雑な構造を有する物体や、火薬やガソリン、薬品などの化学物質には擬態できない。そのため劇中で標的を抹殺するために使用する銃は全て奪うなどして現地で調達している。
T-1000は機械ゆえに人間とは異なり利き手や利き腕などといった概念がない。しかし擬態した人物の利き手はT-1000の利き手に影響を与える。白兵戦用の武器に変形させた腕に関しては特に左右どちらかに偏る傾向はない。
液体金属製故に骨格を持たないもののパワー面においてはT-800にも引けをとらないほどの性能を持つ。またスピード面ではバック中の乗用車やオフロードバイクを脚で走り追いかけており、人間を追いかけられる程度の速度しか出ないT-800よりは優れている。
人間の声帯模写や感情の再現なども可能であり、T-800と同様の知能を有する。初期設定状態での人間の感情や表情などを模した行動もT-800よりやや上手く、ジョンの写真を見て「可愛いお子さんだ（He's a good looking boy.）」と発言したり、バイクを奪う時に「ところで、いいバイクに乗っているな（Say, that's a nice bike.）」と声をかけてから奪ったり、またサラのショットガンの弾が尽きたときに人差し指を左右に振って「チッチッチッ…」と愚弄する等人間に近い行動が多く見られる。
またこのモデルは骨格がなく、動力源の所在とCPUの原理が不明である。さらに『T1』ではカイルが「タイムマシンは生物しか送れず、T-800を過去に送れたのは生きた細胞で包まれているからだ」と語っていたが、そうだとすると人間の皮膚の質感を表面に再現しているだけのT-1000がなぜタイムトラベルできたのか説明がつかないことになる。これはT-Xも同様である。
プロトタイプであるためか、若干不安定な性質を持つ。T-800に比べると質量が小さく、T-800は拳銃程度の威力の攻撃であればほとんど揺るがず即座に反撃するがT-1000は衝撃を受けると破損箇所の修復を優先して行なうため隙が生じやすく、機械的なダメージ回復能力は高いもののそういった点ではT-800より劣っている。極めて強い衝撃を一度に受けるか、もしくは中程度の強さの衝撃でも連続的に受けると形態維持能力が一時的に混乱し、機能が著しく低下して完全な無防備な状態となる。この間に全体に強力なエネルギーを浴びせられると破壊されてしまう。また基本性質が液体であるため、液体窒素を大量に浴びるなどの極低温環境にさらされると凍結してしまう。劇中では短時間の内に凍結・粉砕、さらに解凍・再生という極めて過酷な状況にさらされた結果、触れた物質の質感を無条件でコピーしてしまうなど擬態能力の一部に機能不全を起こしていた。特別編の未公開シーンでは何気なく触れた鉄製の手すりを掴むと手が半凝固化したり、足元の鉄板の模様を写すトラブルも出ている。その後サラのショットガンの連射やT-800のM79グレネードランチャーの直撃により一時的に動きが鈍りバランスを崩して溶鉱炉に転落し、最期は銑鉄に溶けて消滅した。
後の2032年にT-Xが開発されたため、生産中止となった模様。「製造そのものが難しかった」という映画上の設定がされていた。ただし『T2』の後日譚的な続編である『ターミネーター:サラ・コナー クロニクルズ』（以下『TSCC』と表記）にはT-1001という液体金属型のターミネーターが登場しており、ある程度の改良は行われていた模様。また同ドラマ中の「歴史が変化して生まれた別の時間軸の未来（ジェシーのいた未来世界、シーズン2・第19話）」ではキャサリンに擬態する以前のT-1001型も登場している。
従来よりもさらに過去が改変された時間軸が舞台である『ターミネーター:新起動/ジェニシス』（以下『ジェニシス』と表記）では過去が改変されたためか前述の従来の時間軸とは違う製造法となっている。材料となる液体金属だけの時点では外部から命令を入れられたりしない限りは形状を成すこともできず無害だが、CPUが入れられるとターミネーターとして完成する仕組みとなっている。
この時間軸で出現したT-1000は自らの体である液体金属の一部を切り離して発信機にしたり、槍状にして投擲したりしている。更には刺客として送られ一度機能停止していたT-800を液体金属の一部を機体に垂らして復旧させたりもしている。また劇中終盤では戦いの影響で片腕を失うなどの満身創痍となっていたT-800が偶然液体金属に沈んだ際、T-800のデータやCPUを読み取り、形状を再構築させて再び失った片腕を取り戻しただけでなく、全身が液体金属で構成された形で強化させたりもしている。

### 変身形態
『T2』では大きく分けて2つの変身像（警官・白バイ警官）が見られるが、一時的なものも含めすべて記載。また、『ジェニシス』にて登場したものも全て記載する。
スキャニング
タイムスリップ直後にパトロール中の警官を殺害し、制服のみをコピー。その後、パトカーの車内に搭載されている小型のPC端末に一旦触れて操作していることから分かるように、単に触れるだけで、機械の操作方法や記録情報などを瞬時に読み取れる。また、拡張特別編ではジョンの部屋を指先で触れて探索し、ポスターの裏に隠してあった写真を発見した。包丁はジョンの養母に擬態して料理をしているときにコピーした。
裸体
未来からタイムスリップしてきた直後は全裸。未来からの転送時に発生した電波を調査しに来た警官を狙い、制服姿を真似る。
警官
『T2』の序盤から中盤、終盤のT-800との最終決戦に掛けて多く見られる。一見制服を着ているように見えるが実はこれも擬態で体の表面を変化させて「制服を着ているように見せかけて」いる。但し先述の殺害した警官から奪った拳銃だけは本物。終盤の最終決戦時は下記の擬態機能異常が生じた影響で下半身は白バイ警官仕様のズボンとブーツへと変化している。
『ジェニシス』でも警官姿で登場しているが、『T2』では西洋系の顔立ちであったのに対しこちらは東洋系の顔立ちで構成された姿をしている。
ジャネル・ヴォイト（ジョンの養母）
ジョンの帰りを狙い、ジャネルを殺して成りすまし待っていたT-1000であったが、ジャネル本人の性格とはかけ離れた所謂“教科書通りの母親像”しか表現することが出来ず、ジョンに怪しまれその後T-800に見抜かれた。T-800は養父トッド・ヴォイトも殺されていることも看破した。
また、終盤で模した像が次々に現れるシーンでは腕のナイフの位置が左右逆である。
精神病院の床
サラを殺害するため、潜入した精神病院内にて隠密行動するために床に変身した姿。下記の通り、潜んでいることを知らずにスタッフが通り過ぎたところを見計らい、スタッフの姿をコピーしつつ、姿を現していった。
精神病院の警備スタッフ
上記の姿からスタッフが知らずに歩き過ぎたところで相手のデータを読んで擬態した姿。このシーンは、スタッフ役の役者が双子という特殊な事情から成功したシーンでもある。本物を殺害し、拳銃を奪い、サラを殺すためしばらくこの姿で病院内を歩き回り、サラを探した。
白バイ警官
『T2』にて登場しており、風貌は最初の警官と同じだが、専用のジャケットを羽織り、下半身は白バイ警官用の白のラインが入ったズボンに専用ブーツに変更され、ヘルメットにサングラス姿（これも頭部の表面を変化させて身につけているように見せかけている）で目が隠れているためか、序盤での警官よりもさらに無表情かつ、最も不気味でT-1000らしさが存分に出ている。劇中の後半の多くがこの擬態である。奪った無線機からサイバーダイン社に急行する指令無線を受信した。サイバーダイン社にバイクに乗ったまま入り込んでT-800たちがトラックで逃走している事に気付き、ヘリコプターに突っ込んで乗り込みT-800たちを追い掛け回した。この時だけはヘリのパイロットを殺さず、飛び降りるように指示している。もしパイロットを殺せば機体重量のバランスを崩して墜落の危険があること（ヘリに限らず航空機では充分にありえる）を感知していたのかも知れず、高度な判断力があることを示唆している。その途中、T-800にヘリを破壊され、液体窒素を積んだタンクローリーに乗り換えた。ヘリを操縦しているとき、良く見ると腕がさらに2本生えており、下の腕でヘリの操縦をし、上の腕でサブマシンガン（MP5K）の発砲と弾薬の再装填を行っていた。ここでもT-1000の能力の高さがうかがえる。
破片
液体窒素を浴びて冷凍化された上記の状態のT-1000が、T-800に撃たれた衝撃で細かくバラバラになったもの。溶鉱炉の熱で融解・再生し元の警官姿に戻る。しかし、T-1000はプロトタイプであるため、この際の急激な凍結・粉砕・解凍を受けて擬態機能に異常が発生する。
サラ・コナー
『T2』においてT-1000が擬態した人物の中では唯一殺されていない人物。サラの肩に指を変化させた錐状の太い針を刺し付けながらサラを脅迫した時にデータを読み擬態。その後、ジョンをおびき寄せようとするが劇場公開版と特別篇ではジョンがT-1000を見破る解釈が違っている。劇場公開版ではジョンにとってはあり得ない弱々しいサラを演じてしまいジョンに違和感を覚えさせ、後ろからショットガンを構えた本物のサラが現れ、ジョンに「（射線上にジョンと偽者サラがいて撃てないので）そこをどきなさい！」と発したため偽者だと判断したのに対し、特別篇では単純にT-1000の擬態機能のバグを見て偽者と見破っている。このあと、本物のサラのショットガンの射撃を連続で受け変身を解く。このシーンも双子であるリンダ・ハミルトンとその姉のレスリー・ハミルトンによって成功したシーンである。実際は手前のT-1000を妹のリンダが演じ、奥側の良く見えないサラを姉のレスリーが演じ、バストショットになる際は妹のリンダが演じている。
ブティックの試着室の鏡
『ジェニシス』にて登場。カイル・リースを追跡し、殺害するためにT-1000が擬態して潜んでいた時の姿。他の警官がカイルを逮捕して連行しようとしていた隙に姿を表し、警官の一人を殺害、奇襲を仕掛けた。
カイル・リース
『ジェニシス』にて登場。カイルとの接触と交戦の最中にコピーして変身。本物と同時にサラの元に表れたが、サラにとってはどちらを撃っても判別が着くため、足を撃ち抜いた事であっさりとばれてしまっている。

## 作中における行動

### 『ターミネーター2』
人類と機械が核戦争を繰り広げる2029年から、機械側の中枢コンピューター『スカイネット』より、人類側のリーダーであるジョン・コナーの抹殺および彼の母であるサラ・コナーの抹殺をプログラムされ、1994年のロサンゼルスへ送り込まれる。
送り込まれた現場へ駆けつけた警官を殺害し、制服をコピーしてパトカーを奪った後、車内の端末装置を操作してジョンの住所を知ると行動を開始する。まずはジョンの保護者となっているヴォイト夫妻の自宅へ向かい、ジョンの写真を入手して顔を確認すると近くの子供から居場所を聞き出していく。ジョンがいるゲームセンターに着いて発見するが、彼を守るために送り込まれていたT-800による妨害に遭いジョンを取り逃がしてしまう。T-800をいなした後はジョンの追跡へ移行してバイクで逃走する彼を途中に奪った大型トラックで追うが、復活したT-800による妨害にまたも遭いトラックを爆破されて再び抹殺に失敗する。
その後ヴォイト家を再訪して妻のジャネルを殺害し、彼女に擬態してジョンの帰宅を待ち伏せる。まもなく電話してきたジョンに応対して帰宅を促すが、庭にいた彼の愛犬には正体を看破されて激しく吠えかかられたうえに愛犬に怒って大声で叱りつけた夫のトッドを長大なナイフ状に変形させた腕で串刺しにして殺害する。そのままジョンから居場所を聞き出そうとしたが不信感を持ったジョンに代わって彼の声を完璧に真似たT-800によって擬態を看破され、またしても失敗に終わる。
そこでサラを先に抹殺しようと彼女の入院先である精神病院を訪れて面会を希望するが、時間外だったために受付で断わられる。そこで院内の床に化けて待ち伏せていたところ、通りかかった警備員の姿をコピーして彼を殺害する。警備員の姿で院内を歩き回ってサラを探すも見つからず再び制服警官の姿に戻ったところ、彼女を保護したジョンとT-800を発見する。液体金属製の身体を駆使してジョンたちを追跡するが、T-800の運転とサラによる銃撃で振り切られてこれも失敗に終わる。
警官たちが病院へ駆けつけた混乱に乗じて警官から白バイを奪ってジョンたちの追跡を再開すると、無線で聞き取った情報を元にサイバーダイン社へ向かうが、既に会社のデータを破壊されて脱出された後であり、警官のヘリコプターを奪ってジョンたちを追う。T-800とのチェイスを経てサラを負傷させることには成功するものの、T-800にヘリを破壊される。なおも偶然通りかかった液体窒素輸送用タンクローリーに乗り換えて猛烈な追い上げを見せて追い詰めるが、T-800による捨て身の攻撃でタンクローリーが横転。製鉄所へ突っ込んだ衝撃で溢れ出た液体窒素を大量に浴びて凍結させられたところをT-800による発砲で粉砕される。その直後製鉄所から溢れ出た溶鉄の高熱による解凍を経て復活するが、短期間で凍結・解凍・復活などの無理な変化をさせられたことにより機能不全を起こしてしまう。それでも任務を続行してT-800を格闘戦で圧倒すると電源を破損させて機能停止に追い込むが、ジョンを守ろうとするサラの猛攻と補助パワーで復活したT-800の共闘に遭い、機能不全による隙を突かれてT-800によるグレネードランチャーの発砲で溶鉱炉へ転落させられる。最後は奇声を上げてそれまでの擬態に次々と変化しながら溶鉄で融解させられて完全に消滅した。

### 『ターミネーター:新起動/ジェニシス』
2029年から1984年へ送り込まれた直後のカイル・リースのもとに、東洋系の容姿の警官に擬態してパトカーで駆けつけ、抹殺を図る。その過程でカイルを不審者と見なして現行犯逮捕した警官のガーバーを殺害し、同僚のオブライエンも巻き込んで彼を殺そうとするも途中で現れたサラとT-800（守護者）に阻まれる。だが、車で逃走する彼らをアジトまで執拗に追跡し、途中で追跡に使っていたパトカーを破壊されながらもアジトへと到着し、侵入してからはサラと守護者に倒されたT-800（刺客）を再起動させ、自身はカイルに擬態して本物の彼とサラがいる場に現れるが、サラに足を撃たれて正体を看破された（サラにとってはどちらを撃っても判別できるため、先にT-1000を撃ったのは偶然であり、カイルを憤慨させている）うえ、対ターミネーター用の罠として仕掛けられていた強酸を浴びせられ、形状を維持できなくなる。身体の各所を崩壊させつつも酸の降るエリアから脱出を図り、サラを殺そうとするも守護者によってエリアへ押し戻された結果、完全に溶解して機能停止した。
『T2』の登場機体と同様の機能のほか、機体の一部を切り離して発信機や槍状に変形させる、刺客の回路に干渉して復旧させるなど、独自の機能も披露している。
カイルがタイムトラベルする前の時間軸にT-1000は存在していなかったが、守護者はT-1000の情報を保持していたためにサラも存在を認知し、上記のような対処法を事前に編み出していた。また、このT-1000はスカイネットがタイムトラベル技術を実用化したのをきっかけに、スカイネットと人類抵抗軍によって歴史への干渉が行われているのを把握しており、彼をただの警官と思ったカイルが「今は何日だ？何年だ？」と尋ねた際、「5月12日、1984年。お前が来る日だ」と返している。なお、守護者がサラを育てていた時間軸の1973年には彼女を狙った個体が存在するが、上記の個体と同一であるかは不明。

## VFXの製作過程
T-1000の特徴的な変形は、3DCGと特殊メイクを駆使して製作されている。キャメロン監督のSF映画『アビス』で登場した、人間の顔に変形する海水のシーンで使用されたCG技術を発展させ、T-1000の液体金属の3DCGが作られた。1990年代の当時としては発展途上段階であったデジタルモーフィングの技術や、カメラのブレとCGキャラクターの動きを同調させるマッチムーブ技術等もふんだんに活用され、当時における極めて高い品質で表現することに成功した。巧妙に作られた粘土をつけた特殊メイクも併用されており、銃撃による一時的な弾痕、腕の一部が刃物に変形しているシーンなどで見ることができる。また、銀色の薄いスーツを着用しているシーンが一瞬あり、ローテクも効果的に使用されていることがわかる。なお、金属体時の動きを3DCGで作成するため、演者のロバートは体中に測定用の線を書かれたうえ、パンツだけの姿で街中を歩かなければならず、撮影現場のすぐそばを通っていた一般人から奇異な目で見られていた。このことについて、ロバートは「街行く人たちの自分を見る視線が非常に痛かった」とコメントしている。
なお、ラストの溶鉱炉の溶鉄はCGの合成ではなく、下から強い光を当てたシロップのプールである。また、それによって溶解していく際に上げる奇声は、監督のジェームズ・キャメロンがスタッフの制作した音に納得できず、自分の声を使ったという。
T-1000のキャラクター構想は、T-800と正反対のイメージで作られた。キャメロン曰く「T-800シリーズは頑丈なだけの装甲車で、T-1000シリーズは柔軟性がある高性能のポルシェ」。この構想は当初『T1』の設定であり、「細身の人型アンドロイドが実は強い」という設定を『T2』でようやく実現できた形となった。
本作を観た20世紀フォックスの重役はキャメロンに対し、「『アビス』は実験だったのか？」と怒ったという。

## T-1001
T-1000の改良型であり、『TSCC』に登場する。ゼイラ・コーポレーションの女社長キャサリン・ウィーバーに成り代わっていた。
基本的な性能はT-1000のそれを受け継いでいる。だが、T-1000が多くの場合ゆっくりとした変形を行っていたのに対し、こちらはかなり高速での変形が可能で、後述の人類抵抗軍に捕獲されたT-1001は液体状態のまま体をヘビのように変化させて高速で這い動く・大ジャンプして天井裏に逃げる・水中を泳ぐといったかなり激しい動きも見せている。
思考回路もより高度となっており、社員に自らの悪口を言われ、トイレの便器に擬態した姿から元の姿に戻った際に、「悪かったわね」と言ったり、その直後に暗殺を済ませて「私もムカついていたの」と発言するなどT-1000と比べ、より人間らしくなっている。また、キスをするように見せかけ、相手の口から体内に侵入するなどの殺し方もした。ただし、それでも人間と比べればかなり異質で、理論的であるが無感情すぎる対応、相手の心理を理解しきれず初歩的な質問をするなどなど、困惑させることも多々あり（周囲からは夫をなくしたショックで精神的に不安定になったと見られていた）、娘のサバンナ（本当のキャサリンの遺児）からは異常な変化から怖がられていた。キャサリンも周囲の反応からそれを理解しており、本物のキャサリンが残したビデオを見たりエリソンと相談するなどして、どうにか人間に近づこうとしていた。
初登場の回では、デレクのいた未来世界でスカイネットへと変化したチェスコンピュータ「ターク」を裏ルートで手に入れ、それを基に人工知能の開発を行う計画「プロジェクト・バビロン」を社内に立ち上げ、視聴者にはスカイネットの開発を試みているように登場した。だが、その後の回ではスカイネットが抹殺を試みた心理学者をタークの教育係にする（セカンドシーズン6話）、キャサリンが単独で破壊した工場内で未来世界のハンターキラーに酷似した兵器が極秘に開発されていた（セカンドシーズン13話）、タークが成長して誕生したAI「ジョン・ヘンリー」に対してエリソンが命の尊厳を教えたことに満足を見せるなど、スカイネットに対して不利となる行動が見られ始め、謎が深まっていく。
最終話にて、実は彼女の正体は人類抵抗軍側のターミネーターであることが判明。更に、後述の未来におけるT-1001型の捕獲・輸送から見て、彼女は再プログラミングされたのではなく、自らの意思で人類抵抗軍に味方したターミネーターである。その任務は「スカイネットに対抗できるコンピュータ」を作り出すことであり、ジョン・ヘンリー（ターク）がそれであった。
なお、登場人物であるジェシーのいた未来世界では、このキャサリンに擬態する以前の液体金属ターミネーターが登場している（セカンドシーズン19話）。このターミネーターはジョン・コナーから「仲間にならないか」と声をかけられており、凍結されて潜水艦で輸送されていた。だが、積荷の正体を不信がった兵士たちが独断で開放してしまい、自ら潜水艦を破壊して脱出を試みるジェシーに「ジョンに伝えろ、答えはノーだ」と協力拒否を表明して自身も脱出した。潜水艦の液体金属ターミネーターが彼女本人だという事がシーズン2第1話のZEIRA Corpの自分のオフィスから階下の道路を見下ろしながらの喋るキャサリン・ウィーバーの言葉から推測できる。

## 使用銃器
- H&K MP5K （『T2』）
- ベレッタ 92 （『T2』）
- FN ブローニング・ハイパワー （『T2』）
- S&W M15 （『ジェニシス』）

## 俳優
T-1000
- ロバート・パトリック（『T2』）
- イ・ビョンホン（『ジェニシス』）

T-1001
- シャーリー・マンソン（『TSCC』）

## 備考
前述の通り、『TSCC』には改良型のT-1001が登場したが、T-1000そのものは溶鉱炉へ沈んで以来、『T3』と『T4』には登場していない。『T4』の監督を務めたマックGによると、「T-Xとの対戦もあり得る」とのことだったが、時代設定上（舞台である2018年はT-800が開発されたばかりであり、T-XだけでなくT-1000の開発も不可）から実現はしなかった。第5作目にあたるリブート作品『ジェニシス』では、2作目以来の再登場を果たしている。
2015年3月に中国で世界初の液体金属ロボットが研究論文で発表されてT-1000を彷彿させると海外の学術誌などで話題となり、2018年9月に同様のロボットは日本人科学者の研究でも報じられ、同年10月にもT-1000に着想を得た液体金属ロボットを中国人科学者は開発した。
『Mortal Kombat 1』にて、ゲストキャラクターとしての登場が発表された。ゲームに登場するT-1000は、『T2』での個体が採用されている。